# Sigala
Bruce Fielder, dit Sigala, est un disc-jockey et producteur de musique anglais, né le 1er novembre 1992 à Norwich en Norfolk. Il se fait connaître en 2015 grâce à son titre Easy Love.

## Carrière
Bruce Fielder apprend le piano à l'âge de huit ans. Après l'université, il fait partie de divers groupes de musique, puis co-produit avec Sigma le titre Good Times d'Ella Eyre en 2015. Le 22 avril 2015, il publie son premier single, Easy Love, qui sample ABC de The Jackson 5, sous le pseudonyme de Sigala. Le titre atteint la 1re place de l'UK Singles Chart. Sigala sort ensuite le titre Sweet Lovin' avec le chanteur Bryn Christopher.
Le 28 septembre 2018, il sort son premier album, nommé Brighter Days.
Le 23 mars 2023, il publie la compilation Every Cloud – Silver Linings, prévue à l'origine pour être la première partie d'un album complet nommé Every Cloud. Cependant, après plusieurs reports, il annonce en novembre 2023 l'annulation de l'album, pour des raisons de droits d'auteur sur l'utilisation d'un sample.

## Discographie

### Albums studio
| Titre                        | Détails                                                                                        | Positions | Positions | Positions | Positions | Positions | Certifications |
| Titre                        | Détails                                                                                        | R-U       | R-U Dance | AUS       | BEL (FL)  | IRE       | Certifications |
| ---------------------------- | ---------------------------------------------------------------------------------------------- | --------- | --------- | --------- | --------- | --------- | -------------- |
| Brighter Days                | - Sortie: 28 septembre 2018 - Label: Ministry of Sound, Columbia - Formats: CD, téléchargement | 14        | 1         | 63        | 102       | 20        | - BPI: Or      |
| Every Cloud – Silver Linings | - Sortie: 3 mars 2023 - Label: Ministry of Sound, Columbia - Formats: CD, téléchargement       | 64        | 1         | —         | —         | 49        | - BPI: Argent  |

### Singles

#### Artiste principal
| Titre                                                                          | Année | Positions | Positions | Positions | Positions | Positions | Positions | Positions | Positions | Positions | Positions | Positions | Positions | Certifications                                                                     | Album                                         |
| Titre                                                                          | Année | R-U       | ÉCO       | ALL       | AUS       | AUT       | BEL (FL)  | BEL (WAL) | FRA       | IRE       | P-B       | SUE       | SUI       | Certifications                                                                     | Album                                         |
| ------------------------------------------------------------------------------ | ----- | --------- | --------- | --------- | --------- | --------- | --------- | --------- | --------- | --------- | --------- | --------- | --------- | ---------------------------------------------------------------------------------- | --------------------------------------------- |
| Show You Love (vs Kato featuring Grace Tither)                                 | 2015  | —         | —         | —         | —         | —         | —         | —         | —         | —         | —         | —         | —         |                                                                                    |                                               |
| Easy Love                                                                      | 2015  | 1         | 1         | 5         | 14        | 10        | 3         | 13        | 38        | 3         | 2         | 8         | 10        | - BPI: Platine - ARIA: Platine - BVMI: Or - GLF: 2× Platine - RMNZ: Platine        | Brighter Days                                 |
| Sweet Lovin' (featuring Bryn Christopher)                                      | 2015  | 3         | 1         | 15        | 11        | 7         | 10        | —         | 115       | 6         | 44        | 29        | 31        | - BPI: Platine - ARIA: Platine - BVMI: Or - GLF: Platine - IFPI AUT: Or - RMNZ: Or | Brighter Days                                 |
| Say You Do (featuring Imani Williams & DJ Fresh)                               | 2016  | 5         | 2         | —         | —         | —         | 40        | —         | —         | 27        | —         | 76        | —         | - BPI: Platine                                                                     | Brighter Days                                 |
| Give Me Your Love (featuring John Newman & Nile Rodgers)                       | 2016  | 9         | 1         | 55        | 83        | 50        | —         | —         | —         | 46        | —         | —         | —         | - BPI: Or                                                                          | Brighter Days                                 |
| Ain't Giving Up (avec Craig David)                                             | 2016  | 23        | 9         | —         | —         | —         | —         | —         | —         | 61        | —         | —         | —         | - BPI: Or                                                                          | Brighter Days                                 |
| Only One (avec Digital Farm Animals)                                           | 2016  | 53        | 6         | —         | —         | —         | —         | —         | —         | 63        | —         | 96        | —         | - BPI: Argent                                                                      |                                               |
| Show You Love (avec Kato featuring Hailee Steinfeld)                           | 2017  | 91        | 38        | —         | —         | —         | —         | —         | —         | 86        | —         | —         | —         | - BPI: Argent                                                                      |                                               |
| Came Here for Love (avec Ella Eyre)                                            | 2017  | 6         | 2         | 76        | 53        | 56        | —         | —         | —         | 9         | 58        | 66        | 49        | - BPI: 2× Platine - ARIA: Or - IFPI SWI: Or                                        | Brighter Days                                 |
| Lullaby (avec Paloma Faith)                                                    | 2018  | 6         | 3         | 90        | —         | —         | —         | —         | —         | 8         | 32        | —         | 52        | - BPI: Platine                                                                     | Brighter Days                                 |
| Feels Like Home (avec Fuse ODG & Sean Paul & Kent Jones)                       | 2018  | 71        | 62        | —         | —         | —         | —         | —         | —         | 52        | —         | —         | —         |                                                                                    | Brighter Days                                 |
| We Don't Care (avec The Vamps)                                                 | 2018  | —         | 85        | —         | —         | —         | —         | —         | —         | 59        | —         | —         | —         |                                                                                    | Brighter Days                                 |
| Just Got Paid (avec Meghan Trainor & Ella Eyre & French Montana)               | 2018  | 11        | 9         | —         | —         | —         | —         | —         | —         | 12        | —         | —         | —         | - BPI: Platine - ARIA: Or                                                          | Brighter Days                                 |
| Wish You Well (avec Becky Hill)                                                | 2019  | 8         | 5         | —         | —         | —         | —         | —         | —         | 8         | —         | —         | 64        | - BPI: Platine                                                                     | Every Cloud – Silver Linings                  |
| We Got Love (avec Ella Henderson)                                              | 2019  | 42        | 17        | —         | —         | —         | —         | —         | —         | 52        | —         | —         | —         | - BPI: Or                                                                          |                                               |
| If We Ever Met (avec John K)                                                   | 2019  | —         | —         | —         | —         | —         | —         | —         | —         | —         | —         | —         | —         |                                                                                    |                                               |
| Heaven on My Mind (avec Becky Hill)                                            | 2020  | 14        | 13        | —         | —         | —         | —         | —         | —         | 19        | —         | —         | —         | - BPI: Or                                                                          | Every Cloud – Silver Linings                  |
| Lasting Lover (avec James Arthur)                                              | 2020  | 10        | 1         | —         | 17        | —         | —         | —         | —         | 15        | —         | 94        | 41        | - BPI: Platine - ARIA: 2x Platine - RMNZ: Or                                       | Every Cloud – Silver Linings                  |
| You For Me (avec Rita Ora)                                                     | 2021  | 23        | —         | —         | —         | —         | —         | —         | —         | 23        | —         | —         | —         | - BPI: Argent                                                                      | Every Cloud – Silver Linings                  |
| Runaway (avec R3hab & JP Cooper)                                               | 2021  | —         | —         | —         | —         | —         | —         | —         | —         | —         | —         | —         | —         |                                                                                    |                                               |
| Melody                                                                         | 2022  | 31        | —         | —         | —         | —         | 35        | —         | —         | 34        | 28        | —         | —         | - BPI: Argent                                                                      | Every Cloud – Silver Linings                  |
| A Lot (avec John K)                                                            | 2022  | —         | —         | —         | —         | —         | —         | —         | —         | —         | —         | —         | —         |                                                                                    |                                               |
| Stay the Night (avec Talia Mar)                                                | 2022  | 11        | —         | —         | —         | —         | —         | —         | —         | 22        | —         | —         | —         | - BPI: Or                                                                          | Every Cloud – Silver Linings                  |
| Living Without You (avec David Guetta & Sam Ryder)                             | 2022  | 48        | —         | —         | —         | —         | —         | —         | —         | 88        | —         | —         | —         |                                                                                    | Every Cloud – Silver Linings                  |
| All By Myself (avec Alok & Ellie Goulding)                                     | 2022  | —         | —         | —         | —         | —         | 22        | 43        | 116       | —         | 76        | —         | —         |                                                                                    | Every Cloud – Silver Linings                  |
| Rely on Me (avec Gabry Ponte & Alex Gaudino)                                   | 2022  | —         | —         | —         | —         | —         | —         | —         | —         | —         | —         | —         | —         |                                                                                    | Every Cloud – Silver Linings                  |
| Radio (avec MNEK)                                                              | 2023  | —         | —         | —         | —         | —         | —         | —         | —         | —         | —         | —         | —         |                                                                                    | Every Cloud – Silver Linings                  |
| Feels This Good (avec Mae Muller & Caity Baser & Stefflon Don)                 | 2023  | 93        | —         | —         | —         | —         | —         | —         | —         | —         | —         | —         | —         |                                                                                    | Every Cloud – Silver Linings / Sorry I'm Late |
| You Make Me Feel (Mighty Real) (avec Adam Lambert)                             | 2023  | —         | —         | —         | —         | —         | —         | —         | —         | —         | —         | —         | —         |                                                                                    | High Drama                                    |
| Feel It Deep Inside (avec Dopamine)                                            | 2023  | —         | —         | —         | —         | —         | —         | —         | —         | —         | —         | —         | —         |                                                                                    |                                               |
| "—" signifie que le titre n'est pas sorti ou ne s'est pas classé dans le pays. |       |           |           |           |           |           |           |           |           |           |           |           |           |                                                                                    |                                               |

#### Artiste en featuring
| Titre                                                          | Année | Positions | Positions | Positions |
| Titre                                                          | Année | R-U       | ÉCO       | IRE       |
| -------------------------------------------------------------- | ----- | --------- | --------- | --------- |
| Don't Need No Money (Imani Williams featuring Sigala & Blonde) | 2016  | 67        | 49        | 77        |

### Remixes
- 2013 : Sid Batham - All Lies (Sigala Remix)
- 2015 : Sigala - Easy Love (Sigala Re-edit)
- 2016 : Sigala feat Bryn Christopher - Sweet Lovin' (Sigala Re-edit)
- 2016 : Sigala featuring Imani Williams & DJ Fresh - Say You Do (Blinkie vs. Sigala Remix)
- 2016 : Craig David & Sigala - Ain't Giving Up (Sigala Club Mix)
- 2017 : Sigala & Digital Farm Animals - Only You (Blonde vs. Sigala Remix)
- 2018 : John Newman - Fire In Me (Sigala Remix)
- 2017 : Sigala & Ella Eyre - Came Here for Love (Sigala Re-edit)
- 2018 : Sigala & Paloma Faith - Lullaby (Sigala Festival Edit)
- 2019 : P!nk featuring Cash Cash - Can We Pretend (Sigala Remix)
- 2020 : John K - If We Never Met (Sigala Remix)
- 2021 : Ava Max - Everytime I Cry (Sigala Remix)
- 2021 : Sigala & Rita Ora - You For Me (Sigala Re-edit)
- 2022 : Sigala - Melody (Sigala Re-edit)
- 2022 : John K - A Lot (Sigala Remix)